# 専任技術者
専任技術者（せんにんぎじゅつしゃ）
- メーカー等でサポートを担当する専任の技術者の意。
- 建設業者（建設会社）においての専任技術者。建設業の許可種類ごとに一定の資格や経験をもつ者になる。

## 用件
建設業法に基づいて建設業を営もうとする場合には、営業所ごとに専任の技術者を置かなければならない。

### 資格取得者の場合
建設業法による技術検定である施工管理技士は検定の種目及び級に応じて建設業法に規定する許可の要件としての営業所に置かれる専任技術者の資格を満たす者として取り扱われる。1級の資格を取得している場合、一般建設業及び特定建設業の営業所で専任技術者の職につくことができる。また2級の資格を取得している場合であっても、一般建設業の営業所で専任技術者の職につくことができる。
電気工事施工管理技士は電気工事業の、管工事施工管理技士は管工事業の、造園施工管理技士は造園工事業の専任技術者になることができる。
職業能力開発促進法による技能検定で技能士１級に合格した者又は２級に合格した後当該工事業の工事に関し３年以上実務の経験を有する者は、それぞれ該当する検定職種の工事業の専任技術者の職につくことができる。
建築設備士を取得した者は、1年の実務経験で電気工事、管工事の一般建設業における営業所の専任技術者となることができる。
電気工事士の場合、第1種電気工事士免状の交付を受けた者、第2種取得者は3年以上の経験を有する者が電気工事業の専任技術者となることができる。
電気主任技術者は第1種、第2種または第3種の免状交付を受けた者、また電気事業法附則第7項の規定によりこれらの免状の交付を受けている者とみなされたであって、その免状の交付を受けた後電気工事に関し５年以上実務の経験を有する者である。
このほか社団法人日本計装工業会の行う平成17年度までの1級の計装士技術審査に合格した後電気工事に関し１年以上実務の経験を有する者である。
消防設備士免状の交付を受けた者は消防施設工事業の専任技術者になることができる。
建築士は一級建築士、二級建築士、木造建築士は、一般建設業における専任技術者となることができる。 一級建築士は、特定建設業における専任技術者となることもできる。
電気工事業についても、建築士法第20条第４項に規定する建築設備に関する知識及び技能につき国土交通大臣が定める資格を有することとなった後、電気工事に関し１年以上実務の経験を有する者である。
技術士は技術士法による第二次試験合格者のうち技術部門を技術士建設部門の当該工事業に該当する選択科目又は技術士総合技術監理部門で建設部門や、各関連の技術部門の技術士が該当する。